# フェムト
フェムト（femto, 記号:f）は国際単位系 (SI) におけるSI接頭語の一つで、以下のように、基礎となる単位の 10−15 倍（= 0.000 000 000 000 001 倍、千兆分の一）の量であることを示す。
- 1 フェムト秒 = 0.000 000 000 000 001 秒
- 1 フェムトメートル = 0.000 000 000 000 001 メートル

1964年に導入されたもので、デンマーク語やノルウェー語で「15」を意味する femten に由来する。ただし、現在のフェムトメートル (fm) と同じ長さの単位だったフェルミの略称が "fm" だったため、10−15 倍の接頭語を "f" にするとメートルに接頭語をつけたものも "fm" になるからという俗説がある。